# Manuel Rojas

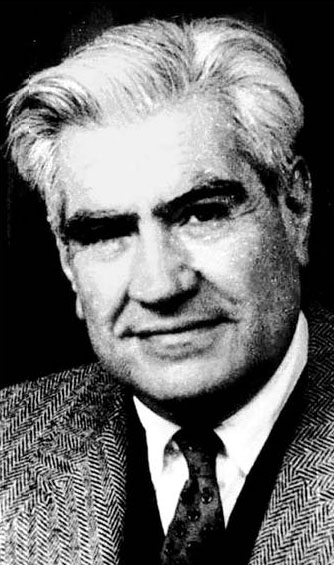
Manuel Rojas

Manuel Rojas (ur. 8 stycznia 1896 w Buenos Aires, zm. 11 marca 1973 w Santiago), chilijski pisarz i krytyk literacki, dziennikarz. 
Urodził się w stolicy Argentyny, jednak jego rodzice byli Chilijczykami. W dzieciństwie i wczesnej młodości mieszkał w obu tych krajach, ostatecznie osiadł w Chile. Pracował w wielu zawodach, był m.in. cieślą, malarzem pokojowym, robotnikiem rolnym. Przemieszczał się z miejsca na miejsce, poznając południowe krańce kontynentu. Zdobyte doświadczenia znalazły odzwierciedlenie w jego twórczości, choćby w zawierającej elementy autobiograficzne powieści Syn złodzieja. Bohaterami utworów Rojasa są ludzie wywodzący się z podobnej mu klasy społecznej, czasem należący do przestępczego półświatka.
Debiutował jako poeta na początku lat 20. Pisywał opowiadania, pierwszą powieść - Lanchas en la bahía - opublikował w 1932. Pracował w Bibliotece Narodowej, pisywał do gazet. W 1957 został uhonorowany nagrodą państwową w dziedzinie literatury.

## Polskie przekłady
- Człowiek z różą (wybór opowiadań)
- Syn złodzieja (Hijo de ladrón 1951)